# Long Đức, Long Phú
Long Đức là một xã thuộc huyện Long Phú, tỉnh Sóc Trăng, Việt Nam.

## Địa lý
Xã Long Đức nằm ở phía bắc huyện Long Phú, có vị trí địa lý:
- Phía đông giáp huyện Cù Lao Dung qua sông Hậu
- Phía tây giáp xã Hậu Thạnh và xã Phú Hữu
- Phía nam giáp thị trấn Long Phú và các xã Tân Hưng, Châu Khánh
- Phía bắc giáp thị trấn Đại Ngãi.

Xã Long Đức có diện tích 29,69 km², dân số năm 2022 là 12.230 người, mật độ dân số đạt 411 người/km².

## Hành chính
Xã Long Đức được chia thành 5 ấp: An Hưng, Hòa Hưng, Lợi Đức, Lợi Hưng, Thạnh Đức.